# M-51潛射彈道飛彈
M-51潛射彈道飛彈為法國潜射弹道导弹，由阿丽亚娜集团生產，並部署於法國海軍，旨在取代M45潛射彈道飛彈，M51潛射彈道飛彈於2010年首次部署。一枚飛彈可攜6至10個多目標重返大氣層載具 TN 75 核武器。該飛彈之三級引擎直接源於亞利安5號運載火箭的固態燃料輔助火箭。與其他鈍頭潛射彈道飛彈如三叉戟D5，亦於鼻錐上採用減阻氣尖。
該導彈為M5潛射彈道飛彈的折衷方案，M5潛射彈道飛彈之射程為11,000 km（6,800 mi）並能搭載10個新一代Tête nucléaire océanique（海洋核彈頭）多目標重返大氣層載具。M5潛射彈道飛彈於1980年代由法國宇航開始設計工作，後於1996年將計畫改名為M51，研發經費也下降20%。M-51潛射彈道飛彈於2010年投入使用。

## 使用方
法國法國海軍為此飛彈的唯一使用方

## 外部連結
- nrdc.org: Table of French Nuclear Forces, 2002 （页面存档备份，存于）
- globalsecurity.org M-5 / M-51 （页面存档备份，存于）
- M51 Gives France More Flexible Deterrent To Meet Changing Threats, Aviation Week
- M51 test launch (YouTube) （页面存档备份，存于）